# Halocynthia cactus
Halocynthia cactus är en sjöpungsart som beskrevs av Asajiro Oka 1932. Halocynthia cactus ingår i släktet Halocynthia och familjen lädermantlade sjöpungar. Inga underarter finns listade i Catalogue of Life.